# Соловйов Степан Федорович
Степа́н Фе́дорович Соловйо́в (рос. Степан Фёдорович Соловьёв; *1819 — †22 серпня 1867) — російський купець, золотопромисловець і меценат.

## Біографія
Народився у 1819 році. 
Його розвідувальні партії першими пройшли всі віддалені місця Російської імперії в пошуках покладів золота. Зокрема, він першим спорядив експедиції для пошуків золота на Олекмі, Амурі, Алтаї, за Байкалом, у Верхотурському повіті Пермської губернії і Ташкенті.
За його рахунок була споряджена наукова експедиція по річці Амур. Був також одним з найщедріших меценатів у Санкт-Петербурзі. Зокрема, за його гроші на Васильєвському острові облаштували сквер біля Рум'янцевського обеліска. А весь свій великий будинок перед сквером — він віддав під безкоштовні квартири найбіднішим мешканцям міста.
Жертвуючи великі суми, намагався зробити так, щоб ім'я мецената лишалося невідомим.
Написав кілька статей на захист свободи золотої і платинової справи в Російській імперії. Одна з них — «Про асигновки на золото» (рос. «Об ассигновках на золото») — вийшла у 1867 році у «Горному журналі».
Помер 22 серпня (10 серпня — за старим стилем) 1867 року у Санкт-Петербурзі.